# Manege frei
Manege frei, gelegentlich auch mit dem Untertitel “Grock, der Mann, der die Welt zum Lachen brachte” versehen, ist eine französisch-deutsche Filmbiografie aus dem Jahre 1949 von Pierre Billon über das Leben des berühmten Schweizer Clowns Grock.

## Handlung
Erzählt wird das Leben des Schweizer Adrien Wettach, der als Clown Grock in die Annalen der Zirkusgeschichte ging. Wettach wächst in dem kleinen westschweizerischen Ort Biel auf und fühlt sich von klein auf zur Zirkuswelt hingezogen. Er bastelt an eigenen Ideen, probt Sketche und experimentiert mit Verkleidungen bis ihn eines Tages ein Zirkus einstellt – wenngleich zu Beginn nur als Kassierer. Langsam aber sicher arbeitet er sich mit ersten kleinen Auftritten nach oben und macht sich einen Namen mit seinen Sketchen. Als sein ganz persönliches Markenzeichen etabliert Grock den größtes Erstaunen suggerierenden Ausspruch „Nit möööglich!“ Seine Karriere erfährt zahlreiche Höhen und Tiefen, und eine exzentrische russische Gräfin namens Barinoff wird zu seiner größten Bewunderin und ständigen Wegbegleiterin. Zwei Weltkriege lassen ihn zeitweilig den Glauben an die Menschheit verlieren, doch sieht Grock seine Ausgabe darin, den gequälten Völkern durch seine Clownerien wieder ein Lachen ins Gesicht zu zaubern. Als zum Ende des Films Grock noch einmal eine Vorstellung beendet, sieht er im dunklen, leeren Manegengrund noch einmal sein Leben vorüberziehen.

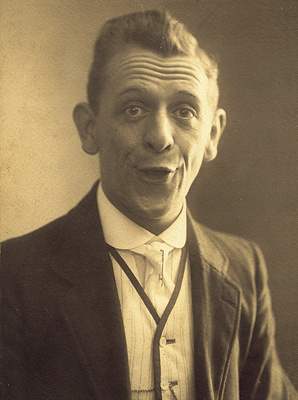
Spielt sich selbst: der Clown Grock (Foto von 1903)

## Produktionsnotizen
Manege frei war im Entstehungsjahr 1949 die erste deutsch-französische Kooperation auf dem Filmsektor nach Ende des Zweiten Weltkriegs. Gedreht wurde im Francoeur-Studio von Paris (Atelieraufnahmen) sowie im Zirkus Médrano und im Théatre Pigalle (ebenfalls Paris). Die Außenaufnahmen entstanden in Bermatingen am Bodensee, in der Umgebung von Konstanz und an der deutsch-schweizerischen Grenze. Die Uraufführung erfolgte am 19. Januar 1950 in Paris, die deutsche Premiere fand am 6. April 1950 in Berlin statt.
Von dem Film wurde eine französische und eine deutschsprachige Fassung hergestellt: François Carron war französischer Produktionsleiter, Fred Lyssa, dessen letzter Film dies war, der deutsche. Serge Pimenoff gestaltete die Filmbauten in Frankreich, Max Mellin die in Süddeutschland.

## Kritiken
Die Zeit schrieb in ihrer Analyse: “Der Film "Manege frei!", der … Grocks Comeback begleitet, hat die Möglichkeit verpaßt, den einzig richtigen Aspekt nicht nur seines eigenen Lebens, sondern der heutigen Welt zu geben, nämlich den aus der wahren Perspektive des Clowns. Schwer zu sagen, was oder wer es verhindert hat! Der Wunsch, einen lebenswahren Dokumentarstreifen zu drehen? Die Angst des Hauptdarstellers Grock, mit seiner menschlichen Individualität hinter seiner berühmten Maske zu verschwinden? Dies eben wäre seine und eines echten Spielfilms große Chance gewesen (…) Es hätten die großen Weltkonflikte, die hier nur mit besinnlichen Aperçus oder eingeblendeten Bildern von politischen Konferenzen bedacht werden, in der komischen Verkürzung, in der zeitlosen Spannung des närrischen Weisen zum aktuellen Unfug gezeigt werden können, der den Hintergrund auch dieses Lebens in der Manege bildet. So aber geht ein freundlicher, ernsthafter Privatmann bedächtig durch sein eigenes Leben, kommentiert sich selbst und – das ist ein wenig peinlich – wirbt für sich selbst.”
Im Lexikon des Internationalen Films heißt es: „Diese Biografie Grocks wurde neun Jahre vor seinem Tod (am 14. Juli 1959) aufgenommen und erzählt in Rückblenden sein Leben. Überzeugender als die spielfilmartigen Sequenzen geriet dabei die Dokumentation von Grocks großer Kunst am Beispiel seines klassischen Repertoires.“